# Shōnen
Pour les articles homonymes, voir Shōnen (homonymie).

Weekly Shōnen Jump, un incontournable du shōnen.

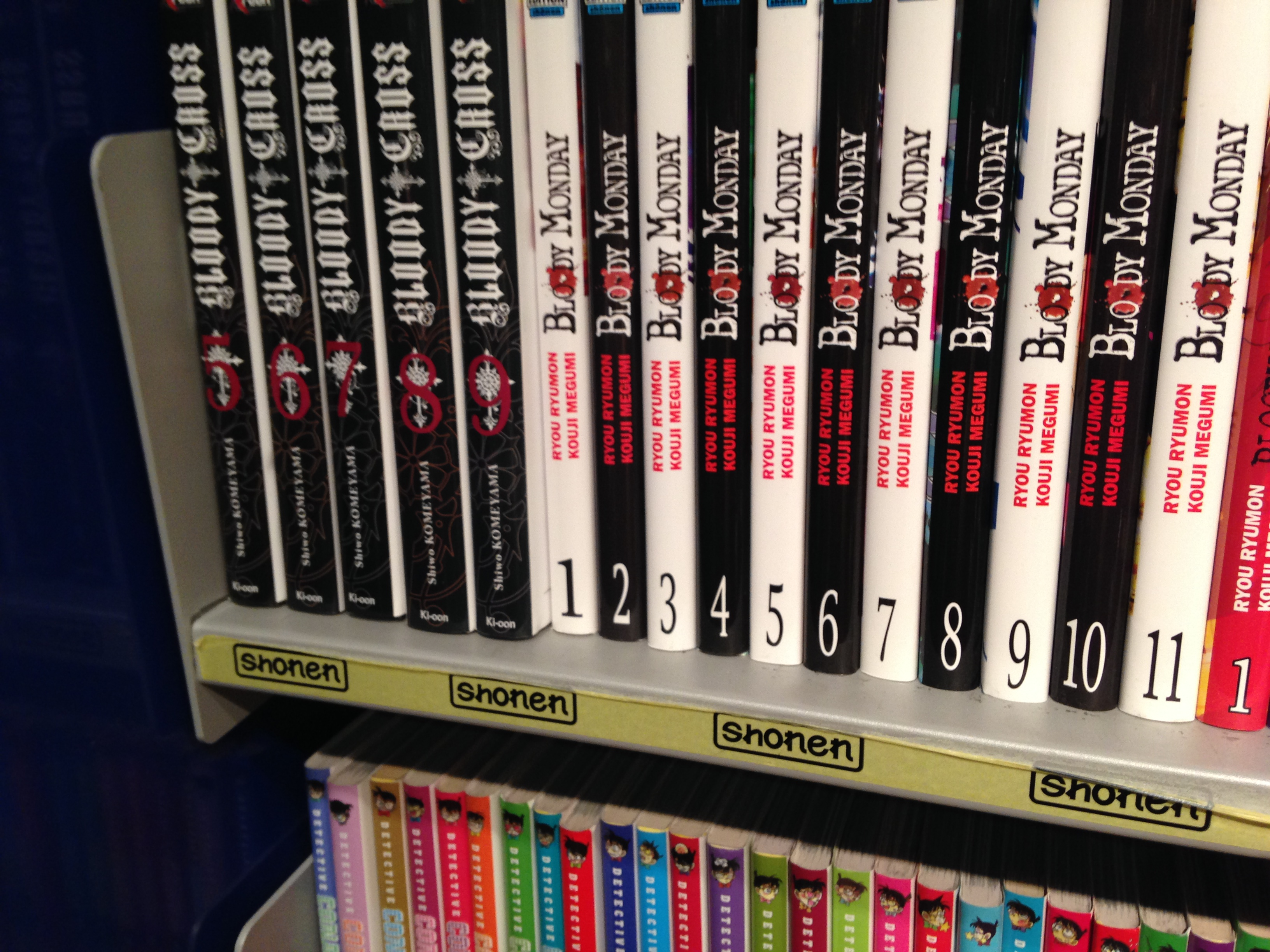
Rayonnage de mangas shōnen à Paris en 2014.

Le shōnen manga (少年漫画, litt. « bande dessinée pour jeune garçon ») est une ligne éditoriale de manga qui vise un public composé d'adolescents masculins, allant des dernières années de l'école primaire (environ 10-12 ans) jusqu'aux lycéens (environ 15-18 ans). Il est souvent opposé au shōjo manga (少女漫画) qui se veut être une ligne éditoriale pour un public féminin du même âge.
La ligne éditoriale shōnen est la plus populaire et la plus vendue.

## Définition
Le shōnen n'est pas à proprement parler un type : le terme désigne plutôt la cible éditoriale du manga. Le caractère kanji 少年 (shōnen) signifie littéralement « garçon » ou « jeunesse », et le caractère 漫画 (manga) signifie « bande dessinée » ; ainsi, la phrase complète signifie « bande dessinée de jeunes », ou simplement « bande dessinée de garçons ». Ainsi, un manga est considéré comme un shōnen s'il est pré-publié au Japon dans un magazine dont la cible première est composée d'adolescents ou de jeunes de genre masculin, tel que Weekly Shōnen Jump.
Le terme shōnen est souvent utilisé par abus de langage pour parler du nekketsu, l'un des procédés narratifs les plus populaires au monde, qui englobe des œuvres aussi célèbres que Dragon Ball ou Saint Seiya mais aussi des mangas de sport comme Olive et Tom ; les thèmes récurrents en sont « la quête initiatique des personnages principaux, englobant des valeurs comme l'amitié, le goût de l'effort, l'esprit de groupe et le dépassement de soi ». Le nekketsu est à distinguer des autres sous-genres du shōnen, comme ceux de « Méchas » (robots géants pilotés par des héros) inspirés par des séries comme Goldorak, et qu'on retrouve aujourd'hui dans des œuvres comme Gundam SEED ou Full Metal Panic!.
On trouve aussi le sous-genre gakuen, qui désigne les mangas se déroulant en milieu scolaire (Great Teacher Onizuka, Gakuen Heaven). Un autre sous-genre populaire est le pantsu (parfois aussi appelé « harem »), genre comique dans lequel un garçon maladroit passe par des aventures rocambolesques pour séduire une jeune fille à l'origine inaccessible (Love Hina, AI non-stop!, Ichigo 100%, Maison Ikkoku ou encore Negima!). Quand le contenu est clairement sexuel, on parle de ecchi et hentai s'il s'agit de pornographie.

## Mangaka
Quelques mangaka de shōnen manga :
- Leiji Matsumoto (松本 零士, Matsumoto Reiji?), Capitaine Albator
- Kaiu Shirai (白井カイウ, Kaiu Shirai?), Posuka Demizu (出水 ぽすか, Posuka Demizu?) The Promised Neverland
- Tsugumi Ohba (大場つぐみ, Tsugumi Ohba?), Takeshi Obata (小畑 健, Takeshi Obata?) Death Note
- Hirohiko Araki (荒木 飛呂彦, Hirohiko Araki?), JoJo's Bizarre Adventure
- Akimine Kamijō (上条 明峰, Kamijō Akimine?), Code: Breaker et Samurai Deeper Kyo
- Hiromu Arakawa (荒川 弘, Arakawa Hiromu?), Fullmetal Alchemist
- Kenji Oiwa (大岩 ケンヂ, Oiwa Kenji?)
- Eiichirō Oda (尾田 栄一郎, Oda Eiichirō?), One Piece
- Ken Akamatsu (赤松 健, Akamatsu Ken?), Love Hina
- Seishi Kishimoto (岸本 聖史, Kishimoto Seishi?), Satan 666
- Masashi Kishimoto (岸本 斉史, Kishimoto Masashi?), Naruto
- Gōshō Aoyama (青山 剛昌, Aoyama Gōshō?), Détective Conan
- Tōru Fujisawa (藤沢 とおる, Fujisawa Tōru?), Great Teacher Onizuka
- Rumiko Takahashi (高橋 留美子, Takahashi Rumiko?), Ranma 1/2
- Akira Toriyama (鳥山明, Toriyama Akira?), Dragon Ball et Dr Slump
- Tsukasa Hōjō (北条 司, Hōjō Tsukasa?), City Hunter
- Tite Kubo (久保 帯人, Kubo Taito?), Bleach
- Masami Kurumada (車田 正美, Kurumada Masami?), Saint Seiya
- Tetsuya Chiba (ちば・てつや, Chiba Tetsuya?), Ashita no Joe
- Asao Takamori (梶原 一騎, Ikki Kajiwara?)
- Hiro Mashima (ヒロ真島, Mashima Hiro?), Rave, Fairy Tail et Edens Zero
- Kazue Kato (加藤和恵, Kato Kazue?), Blue Exorcist
- Hajime Isayama (諫山 創, Isayama Hajime?), L'Attaque des Titans
- Kōhei Horikoshi (堀越 耕平, Horikoshi Kōhei?), My Hero Academia
- Mitsutoshi Shimabukuro (島袋 光年, Mitsutoshi Shimabukuro?), Toriko
- Yoshihiro Togashi (冨樫 義博, Togashi Yoshihiro?), Hunter X Hunter et Yū Yū Hakusho
- Osamu Tezuka (手塚 治虫, Tezuka Osamu?), Astroboy et Black Jack

## Autres cibles éditoriales
Le Shōnen se définit par rapport à d'autres cibles éditoriales destinées à d'autres magazines :
- le Kodomo, destiné aux enfants ;
- le Shōjo destiné aux jeunes filles (même classe que le shōnen) ;
- le Seinen, destiné aux jeunes hommes adultes ;
- le Josei, destiné aux jeunes femmes adultes (même classe que le seinen).

### Ouvrages
- Hiroki Goto, Jump : L'âge d'or du manga, Kurokawa, 2019, 336 p. (ISBN 978-2368528273).
- Julie Proust Tanguy (direction), Shōnen !, Les Moutons électriques, 2023, 272 p. (ISBN 978-2-36183-876-8).

### Articles
- Frédéric Ducarme, « Les mangas nekketsu shōnen sont-ils des mangas sportifs ? L’exemple de Dragon Ball », Comicalités,‎ 2018 (lire en ligne).
- Patrick Gaumer, « Shônen Manga », dans Dictionnaire mondial de la BD, Paris, Larousse, 2010 (ISBN 978-2-03-584331-9, BNF 42212608), p. 776-777.
- (en) « The Rise and Fall of Weekly Shonen Jump: A Look at the Circulation of Weekly Jump », sur ComiPress, 6 mai 2007.